# Saint-Germain-en-Laye-Nord (tổng)
Tổng Saint-Germain-en-Laye-Nord là một tổng của Pháp, tọa lạc tại tỉnh Yvelines trong vùng Île-de-France của Pháp.

## Phân chia hành chính
Tổng Saint-Germain-en-Laye-Nord bao gồm deux xã:
- Achères: 18 942 dân,
- Saint-Germain-en-Laye, một phần của xã: 17 973 dân (Thủ phủ của tổng).